# Асикага (княжество)
Княжество Асикага (яп. 足利藩 Асикага-хан) — феодальное княжество (хан) в Японии периода Эдо (1688—1871). Асикага-хан располагался в провинции Симоцукэ (современная префектура Тотиги) на острове Хонсю.
Административный центр хана: Асикага jin’ya в провинции Симоцукэ (современный город Асикага, префектура Тотиги). На протяжении большей части своей истории княжеством Асикага управлял самурайский род Тода.

## История
Клан Асикага управлял Японией в течение периода Муромати (1338—1573). Кроме того, существовала отдельная ветвь рода Асикага, которая владела землями (сёэн) в провинции Симоцукэ в регионе Канто. В конце периода Сэнгоку эта линия клана Асикага была ослаблена постоянными войнами с родами Уэсуги, Такэда и Го-Ходзё. В 1590 году после взятия замка Одавара Тоётоми Хидэёси род Асикага в провинции Симоцукэ был окончательно лишен своих владений.
В 1688 году сёгун Токугава Цунаёси возвысил сводного брата своей матери, Хондзё Мунэсукэ (1629—1699), в ранг даймё и выделил ему во владение на бывшей территории клана Асикага одноимённый домен (10 000 коку). Позднее его доход был увеличен до 20 000 коку. В 1692 году Хондзё Мунэсукэ был переведен в Касама-хан в провинции Хитати.
В 1692—1705 годах Асикага-хан находился под прямым управлением сёгуната Токугава. В 1705 году, несмотря на свой преклонный возраст, хатамото Тода Тадатоки (1637—1712), получил от сёгуна Токугава Иэнобу в награду за долгую службу 3 000 коку в дополнение к принадлежавшим ему 8 000 коку, став новым даймё Асикага-хана. Клан Тода правил в княжестве Асикага до конца периода Эдо. Тода Тадаюки, последний даймё Асикага-хана (1856—1871), занимал в сёгунате должность рикугун бугё, но позднее перешел на сторону нового императорского правительства Мэйдзи во время Войны Босин.
В июле 1871 года после административно-политической реформы Асикага-хан был ликвидирован. Территория бывшего княжества была включена в состав префектуры Тотиги.
Согласно переписи 1870 года, в Асикага-хане проживало 6 826 человек в 1 473 домохозяйствах, из которых было 383 самурая в 106 домохозяйствах.

## Список даймё
| #                            | Имя и годы жизни                           | Годы правления | Титул                               | Ранг                        | Кокудара             |
| ---------------------------- | ------------------------------------------ | -------------- | ----------------------------------- | --------------------------- | -------------------- |
| Род Хондзё (фудай) 1688—1692 |                                            |                |                                     |                             |                      |
| 1                            | Хондзё Мунэсукэ (1629-1699) (яп. 本庄宗資) | 1688-1692      | Инаба-но-ками (因幡守); Jiju (侍従) | Четвертый нижний (従四位下) | 10,000 ->20,000 коку |
| Сёгунат Токугава 1692—1705   |                                            |                |                                     |                             |                      |
| Род Тода (фудай) 1705—1871   |                                            |                |                                     |                             |                      |
| 1                            | Тода Тадатоки (1637-1712) (яп. 戸田忠時)   | 1705-1708      | Ои-но-ками (大炊頭)                 | Четвертый нижний (従四位下) | 11,000 коку          |
| 2                            | Тода Такасоно (1669-1732) (яп. 戸田忠囿)   | 1708-1732      | Осуми-но-ками (大隅守)              | Пятый нижний (従五位下)     | 11,000 коку          |
| 3                            | Тода Такатака (1698-1736) (яп. 戸田忠位)   | 1732-1736      | Идзуми-но-ками (出雲守)             | Пятый нижний (従五位下)     | 11,000 коку          |
| 4                            | Тода Такатоки (1727-1775) (яп. 戸田忠言)   | 1736-1774      | Ои-но-ками (大炊頭)                 | Пятый нижний (従五位下)     | 11,000 коку          |
| 5                            | Тода Такатора (1764-1837) (яп. 戸田忠喬)   | 1775-1821      | Ои-но-ками (大炊頭)                 | Пятый нижний (従五位下)     | 11,000 коку          |
| 6                            | Тода Такатоки (1797-1847) (яп. 戸田忠禄)   | 1821-1847      | Нагато-но-ками (長門守)             | Пятый нижний (従五位下)     | 11,000 коку          |
| 7                            | Тода Такафуми (1839-1856) (яп. 戸田忠文)   | 1847-1856      | Ои-но-ками (大炊頭)                 | Пятый нижний (従五位下)     | 11,000 коку          |
| 8                            | Тода Тадаюки (1847-1918) (яп. 戸田忠行)    | 1856-1871      | Нагато-но-ками (長門守)             | Пятый нижний (従五位下)     | 11,000 коку          |